# Gueye Rolf
Gueye Rolf, egentligen Margareta Rosa Wilhelmina Rogard, ogift Wetterstrand, född 25 augusti 1902 i Stockholm, död 28 december 1973 i Stockholm, var en svensk tecknare och kostymtecknare.
Gueye Rolf var dotter till musiksergeanten Gustaf Knut Leonard Wetterstrand och Rosa Giovanna Bragoli. Hon studerade vid Edward Berggrens målarskola i Stockholm samt vid Christian Kroghs skola i Oslo och vid kostymateljéer i Paris. Hon engagerades i unga år vid Rolfrevyn i Stockholm som kostymtecknare. 1928–1930 var hon kostymtecknare vid Moulin Rouge i Paris, senare har hon ritat kostymer till ett flertal operetter på Oscarsteatern, Odéonteatern, Scalateatern i Köpenhamn och Det Nye Teater i Oslo.
Åren 1924–1927 var hon gift med teaterdirektören Ernst Rolf (1891–1932) och blev mor till konstnären Lars Rolf (1923–2001). Hon var därefter gift 1938–1944 med advokaten Folke Rogard (1899–1973). Hon är begravd på Katolska kyrkogården i Stockholm.

## Filmografi roller
- 1925 – Styrman Karlssons flammor
- 1927 – Spökbaronen
- 1933 – Fridolf i lejonkulan

## Teater

### Kostym
| År   | Produktion                              | Upphovsmän                                                                                        | Regi                      | Teater                  |
| ---- | --------------------------------------- | ------------------------------------------------------------------------------------------------- | ------------------------- | ----------------------- |
| 1931 | Viktorias husar                         | Paul Abraham, Emmerich Földes, Alfred Grünwald och Fritz Löhner-Beda                              | Oskar Textorius           | Odeonteatern, Stockholm |
| 1931 | Karusellen                              | George Bernard Shaw                                                                               | Gustaf Linden             | Dramaten                |
| 1933 | De tre musketörerna Die drei Musketiere | Rudolf Schanzer, Ernst Welisch och Ralph Benatzky Översättning Arvid Petersén                     | Nils Johannisson          | Oscarsteatern           |
| 1933 | Nymånen The new moon                    | Oscar Hammerstein, Laurence Schwab, Frank Mandel och Sigmund Romberg                              | Harry Stangenberg         | Oscarsteatern           |
| 1943 | Marsch till Söder, revy                 | Dardanell, Dix Dennie, Åke Balltorp                                                               | Karl Kinch                | Södra Teatern           |
| 1948 | Stockholm hela dan, revy                | Kar de Mumma                                                                                      | Douglas Håge              | Södra Teatern           |
| 1948 | Vita hästen Im weißen Rößl              | Hans Müller och Ralph Benatzky Bearbetning Kar de Mumma och Karl Ewert                            | Max Hansen                | Oscarsteatern           |
| 1949 | Söder ställer ut, revy                  | Kar de Mumma, Nils Perne och Sven Paddock                                                         | Sven Paddock Egon Larsson | Södra Teatern           |
| 1949 | Annie get your gun                      | Irving Berlin, Dorothy Fields och Herbert Fields Översättning Stig Bergendorff och Gösta Bernhard | Sven Aage Larsen          | Oscarsteatern           |
| 1949 | Snövit och dvärgarna                    | Astrid Lindgren                                                                                   | Karl Kinch                | Oscarsteatern           |
| 1951 | Blåjackor Boys in Blue                  | Lajos Lajtai och Lauri Wylie Översättning S.S. Wilson och Roland Levin                            | Sven Aage Larsen          | Oscarsteatern           |
| 1953 | Saken är Oscar Anything Goes            | P.G. Wodehouse, Guy Bolton och Cole Porter Översättning Robert Brendt och Eric Sandström          | Georg Funkquist           | Oscarsteatern           |
| 1953 | Änglar på Broadway Guys and Dolls       | Frank Loesser, Joe Swerling och Abe Burrows Översättning Gösta Rybrant                            | Sven Aage Larsen          | Oscarsteatern           |
| 1955 | Lilla helgonet Mam'zelle Nitouche       | Hervé, Henri Meilhac och Albert Millaud Bearbetning Kar de Mumma                                  | Ivo Cramér                | Oscarsteatern           |
| 1957 | No, No, Nanette                         | Vincent Youmans, Otto Harbach, Frank Mandel och Irving Caesar Översättning Gösta Stevens          | Egon Larsson              | Oscarsteatern           |